# Córka botanika
Córka botanika (fr. Les filles du botaniste) – francusko-kanadyjski melodramat z 2006 roku w reżyserii Dai Sijie. Zdjęcia kręcono w Hanoi. Film zdobył dwie nagrody na MFF w Montrealu.

## Opis fabuły
Historia dziewczyny, która pochodzi z chińskiej prowincji. Po wyjściu z sierocińca Li Ming trafia do ogrodu botanicznego w jednym z większych miast i tam zaprzyjaźnia się z Chen An, córką ogrodnika. Przyjaźń między dziewczynami przeradza się w erotyczną fascynację skrywaną wśród zieleni ogrodu.

## Obsada
- Mylène Jampanoï – Li Ming
- Li Xiaoran – Chen An
- Lin Dongfu – Pan Chen
- Wang Weidong – Dan Chen
- Nguyễn Văn Quang – mistrz Wang
- Nguyễn Như Quỳnh – dyrektorka
- Yang Jun – łowca ptaków
- Chu Hung – mężczyzna w klatce
- Tuo Jilin – sędzia